# Hasso Freiherr von Uslar-Gleichen
Alexander Maximilian Hasso Freiherr von Uslar-Gleichen (* 1. Mai 1935 in Hildesheim) ist ein deutscher Brigadegeneral außer Dienst des Heeres der Bundeswehr.

## Werdegang
Freiherr von Uslar-Gleichen wurde 1935 als Sohn des Wehrmachtoffiziers Harald Freiherr von Uslar-Gleichen, nachmaliger Brigadegeneral der Bundeswehr, und der Ruth Noeggerath in Hildesheim geboren.
Er trat 1956 in die Bundeswehr ein und wurde zum Offizier ausgebildet. Von 1966 bis 1968 absolvierte er den 9. Generalstabslehrgang Heer an der Führungsakademie der Bundeswehr in Hamburg. Später absolvierte er auch eine Ausbildung in den USA. 1970/71 Oberst i. G. Freiherr von Uslar-Gleichen war von 1978 bis 1981 Heeresattaché an der Deutschen Botschaft Washington, D.C. Von 1981 bis 1983 war er Fachgruppenleiter Heer an der Führungsakademie der Bundeswehr in Hamburg. Danach wurde er Kommandeur der Panzerbrigade 36 in Bad Mergentheim. Von 1986 bis 1990 war er als Brigadegeneral Verteidigungsattaché an der Deutschen Botschaft Washington, D.C. Nach dem Ende des Viermächte-Status über Berlin wurde er 1990 als Kommandeur des Verteidigungsbezirkskommandos (VBK 100) erster Standortkommandant der Bundeswehr in Berlin. 1995 wurde er in den Ruhestand versetzt.
Von 1993 bis 2000 war er Leiter des Regionalkreises Berlin der Clausewitz-Gesellschaft.
Er ist verheiratet und Vater von zwei Kindern, darunter Tania Freiin von Uslar-Gleichen, ehemalige Vizepräsidentin des Bundesnachrichtendienstes.

## Auszeichnungen
- 1990: Bundesverdienstkreuz am Bande
- 1994: Verdienstorden des Landes Berlin